# Brigitte Burmeister
Brigitte Burmeister, Pseudonyme Franziska Saalburg, Liv Morten (* 25. September 1940 in Posen) ist eine deutsche Literaturwissenschaftlerin, Schriftstellerin und Übersetzerin.

## Leben
Burmeister wuchs in Halle (Saale) auf. Nach dem Abitur arbeitete sie ein Jahr lang in einer Maschinenfabrik; anschließend studierte sie von 1960 bis 1965 Romanistik an der Universität Leipzig. Ab 1967 war sie wissenschaftliche Mitarbeiterin am Zentralinstitut für Literaturgeschichte der Akademie der Wissenschaften der DDR in Berlin. 1973 promovierte sie dort zum Doktor der Philosophie. Während ihrer akademischen Tätigkeit lagen ihre Forschungsschwerpunkte auf dem Gebiet der Französischen Aufklärung und des Nouveau Roman. Seit 1983 lebte sie als freie Schriftstellerin und Übersetzerin in Berlin und unternahm seit den Neunzigerjahren u. a. Reisen nach Pakistan, Mexiko, USA, Südafrika, Neuseeland, in die Volksrepublik China und nach Indien. Gegenwärtig lebt sie in Waren (Müritz).
Brigitte Burmeister debütierte als Autorin 1987 mit einem für die DDR-Literatur ungewöhnlichen Roman in der Tradition des Nouveau roman, der als eine Art Parabel auf die Verhältnisse in der DDR gelesen werden kann. Seit der deutschen Wiedervereinigung ist ihr Thema die Problematik der im Alltag fortbestehenden deutschen Teilung, so wurde ihr Roman Unter dem Namen Norma von der Kritik allgemein als einer der gelungensten Gegenwartsromane der deutschsprachigen Literatur der 1990er Jahre angesehen.
Burmeister war ab 1991 Mitglied des ostdeutschen P.E.N.-Zentrums und bis 2018 Mitglied des PEN-Zentrums Deutschland.  Sie gehörte sowohl im ostdeutschen P.E.N.-Zentrum als auch später im gesamtdeutschen PEN-Zentrum dem Präsidium an und engagierte sich besonders im Writers-in-prison-Committee. Von 2001 bis 2012 war sie Mitglied des Vorstands des Deutschen Literaturfonds in Darmstadt.
1994 erhielt sie das New-York-Stipendium des Kranichsteiner Literaturpreises und den Deutschen Kritikerpreis, 1996 war sie Writer in residence an der University of Warwick, 2003/04 Poet in residence an der Universität Duisburg-Essen.

## Werke
- Freiheit, Gleichheit, Eigentum – zu einigen Problemen der Staats- und Gesellschaftstheorien in der französischen Aufklärung. Diss. Berlin 1973 DNB 780801318.
- Streit um den Nouveau Roman – eine andere Literatur und ihre Leser. Berlin 1983 DNB 830918159.
- Anders oder Vom Aufenthalt in der Fremde. Neuauflage 2025 bjb epubli ISBN 9783819081347
- unter dem Namen Liv Morten: Das Angebot. Berlin 1990 DNB 921502869
- mit Margarete Mitscherlich: Wir haben ein Berührungstabu. Hamburg 1991 DNB 910768307.
- Unter dem Namen Norma. Stuttgart 1994 DNB 941562972.
- Abendspaziergang. Berlin 1995 DNB 946206597.
- Herbstfeste. Stuttgart 1995 DNB 944871186.
- Pollok und die Attentäterin. Stuttgart 1999 DNB 957122381.
- Die Sinne und der Sinn. Erkundungen der Sprachwelt Claude Simons. Matthes & Seitz Verlag, Berlin 2010, DNB 998918571, ISBN 978-3-88221-686-8.
- Ohne Paul. Roman. Internetausgabe
- Luftweg nach Indien. Lüchow 2017, DNB 1149173572, ISBN 978-3-928117-33-3.
- Dreimal Berlin und ein Epilog -Trois fois Berlin et un epilogue. Waren, 2018, DNB 1173659153, ISBN 978-3-9820248-3-7
- Wendetexte. Neuauflage bjb epubli ISBN 9783819075797

## Herausgeberschaft
- mit Karlheinz Barck: Ideologie, Literatur, Kritik. Berlin 1977, DNB 770376320.
- Claude Simon: Archipel/Nord. Kleine Schriften und Photographien. Vorwort: Brigitte Burmeister, Übers. Eva Moldenhauer. Matthes & Seitz, Berlin 2013, DNB 1028544839, ISBN 978-3-88221-027-9.

## Übersetzungen
- Jean-Jacques Rousseau: Kulturkritische Schriften – Abhandlung über den Ursprung und die Grundlagen der Ungleichheit unter den Menschen. Rütten & Loening, Berlin 1989 DNB 891620885.
- Bernard Vinot: Saint-Just. Stuttgart 1989 (übersetzt unter dem Namen Franziska Saalburg) DNB 881423475.
- Pierre Bergounioux: Das rosa Haus. Berlin 1991 DNB 921013280.
- Alain Corbin: Das Dorf der Kannibalen. Stuttgart 1992 DNB 911362878.
- Alain Nadaud: Der andere Tod. Stuttgart 2000 DNB 958873526.
- Alain Nadaud: Eisschmelze. Stuttgart 2003  DNB 965664775.